# Kota Siantar
Kota Siantar is een bestuurslaag in het regentschap Mandailing Natal van de provincie Noord-Sumatra, Indonesië. Kota Siantar telt 4650 inwoners (volkstelling 2010).